# Draconarius funiushanensis
Draconarius funiushanensis är en spindelart som först beskrevs av Hu, Wang och Wang 1991.  Draconarius funiushanensis ingår i släktet Draconarius och familjen mörkerspindlar. Inga underarter finns listade i Catalogue of Life.